# دارانی علیا
دارانی علیا (دارانی بالا) یا کل‌آباد، روستایی از توابع بخش مرکزی شهرستان تویسرکان در استان همدان ایران است. محصولات اصلی این روستا گردو، انگور، سیر است. این روستا کوهستانی و دارای آب و هوای مطلوب و باغ‌های سرسبزی است.

## مردم
این روستا در دهستان حیقوق نبی به فاصله هفت کیلومتری تویسرکان قراردارد. اهالی این روستا به گویشی از لری تکلم می‌کنند که به گویش شهرهای بروجرد و نهاوند نزدیک است. این روستا دارای سه طایفه به نام‌های موسیوند، محمودی و زندی و کزازی است. بر اساس سرشماری مرکز آمار ایران در سال ۱۳۹۵ جمعیت آن ۴۶۹ نفر (۱۶۰ خانوار) بوده‌است.